# Gare de Roblin
La  gare de Roblin à Roblin est desservie par Via Rail Canada. C'est une gare patrimoniale, sans personnel. Il y a 3 trains par semaine, dans chaque direction.

## Histoire
Le bâtiment de la gare est construit en 1906 par le Chemin de fer Canadien du Nord.

## Patrimoine ferroviaire
Le bâtiment construit par la Compagnie du Chemin de fer Canadien du Nord en 1906, est désignée Gare ferroviaire patrimoniale du Canada le 10 juin 1991.